# Elecciones presidenciales de Ecuador de 1946
Elección indirecta del Presidente Constitucional y Vicepresidente Constitucional del Ecuador en la 17º Asamblea Constituyente de 1946 para un período de dos años.

## Antecedentes
El presidente José María Velasco Ibarra en 1946 decidió desconocer la constitución política que el mismo promovió en 1944 y asumir la dictadura, disolviendo al Congreso Nacional y convocando a una nueva asamblea constituyente en Quito, participando en la elección el Partido Conservador Ecuatoriano, que obtuvo 48 diputados, el UPR, predecesor de Concentración de Fuerzas Populares 8, y los velasquistas independientes con 4.

## Desarrollo
La elección es particular por sus irregularidades, ya que en un principio, iba a someterse a consideración de la asamblea constituyente las candidaturas del presidente José María Velasco Ibarra, quien entonces ejercía el poder político de forma dictatorial (de facto), y del líder conservador Manuel Elicio Flor, quien gozaba del favor de la mayoría de los asambleístas conservadores, por lo que el día de la elección, el ministro de Defensa, Carlos Mancheno y el ministro de Gobierno Carlos Guevara Moreno, enviaron al ejército a amedrentar a los asambleístas constituyentes para lograr la elección de José María Velasco Ibarra como Presidente Constitucional de la República, logrando su objetivo en la madrugada del 10 de agosto de 1946.

## Candidatos y resultados
| Partido       | Partido                         | Presidente                | Cargos Previos                                                      | Votos |
| ------------- | ------------------------------- | ------------------------- | ------------------------------------------------------------------- | ----- |
| Independiente | Independiente                   | José María Velasco Ibarra | 'Presidente de la República' (1934 - 1935) / (1944 - 1947)          | 43    |
|               | Partido Conservador Ecuatoriano | Manuel Elicio Flor Torres | Presidente del Tribunal de Garantías Constitucionales (1945 - 1946) | 17    |

Fuente:

## Elección del Vicepresidente
Esta elección se realizó el 11 de enero de 1947 por la asamblea constituyente para designar al Vicepresidente de José María Velasco Ibarra, eligiendose al presidente de la asamblea constituyente Mariano Suárez Veintimilla.

### Resultado
| Partido         | Partido                         | Vicepresidente             | Cargos Previos                                            | Votos |
| --------------- | ------------------------------- | -------------------------- | --------------------------------------------------------- | ----- |
|                 | Partido Conservador Ecuatoriano | Mariano Suárez Veintimilla | Presidente de la 17° Asamblea Constituyente (1946 - 1947) | 58    |
| Votos en Blanco | Votos en Blanco                 | Votos en Blanco            | Votos en Blanco                                           | 2     |

Fuente: